# Campeonato Europeo de Esgrima de 1995
El VIII Campeonato Europeo de Esgrima se realizó en Keszthely (Hungría) en 1995 bajo la organización de la Confederación Europea de Esgrima (CEE) y la Federación Húngara de Esgrima.

## Medallistas

### Masculino
| Evento             | Oro                        | Plata                          | Bronce                                               |
| ------------------ | -------------------------- | ------------------------------ | ---------------------------------------------------- |
| Florete individual | Serhi Holubytsky · Ucrania | Laurenzo Tadai · Italia        | Dmitri Shevchenko · Rusia · Uwe Römer · Alemania     |
| Espada individual  | Arnd Schmitt · Alemania    | Iván Kovács · Hungría          | Andreas Kertesz · Suecia · Péter Vánky · Suecia      |
| Sable individual   | Raffaello Caserta · Italia | Jean-Philippe Daurelle Francia | Serguei Berko · Ucrania · Serguei Yermolayev · Rusia |

### Femenino
| Evento             | Oro                        | Plata                    | Bronce                                            |
| ------------------ | -------------------------- | ------------------------ | ------------------------------------------------- |
| Florete individual | Reka Lazăr-Szabo · Rumania | Diana Bianchedi · Italia | Yelena Grishina · Rusia · Monika Weber · Alemania |
| Espada individual  | Tímea Nagy · Hungría       | Yeva Vybornova · Ucrania | Claudia Bokel · Alemania · Gianna Bürki · Suiza   |

## Medallero
| Núm. | País     | Oro | Plata | Bronce | Total |
| ---- | -------- | --- | ----- | ------ | ----- |
| 1    | Italia   | 1   | 2     | 0      | 3     |
| 2    | Ucrania  | 1   | 1     | 1      | 3     |
| 3    | Hungría  | 1   | 1     | 0      | 2     |
| 4    | Alemania | 1   | 0     | 3      | 4     |
| 5    | Rumania  | 1   | 0     | 0      | 1     |
| 6    | Francia  | 0   | 1     | 0      | 1     |
| 7    | Rusia    | 0   | 0     | 3      | 3     |
| 8    | Suecia   | 0   | 0     | 2      | 2     |
| 9    | Suiza    | 0   | 0     | 1      | 1     |
|      | TOTAL    | 5   | 5     | 10     | 20    |